# Alexandru Proca
Alexandru Proca (16 de octubre de 1897 - 13 de diciembre de 1955) fue un físico rumano que estudió y trabajó en Francia. Desarrolló la teoría vectorial mesónica de la fuerza nuclear y las ecuaciones de campo cuánticas relativistas que llevan su nombre (las ecuaciones de Proca) para los mesones masivos vectoriales de espín-1.

## Semblanza
Proca nació en Bucarest, hijo de un ingeniero civil. Fue uno de los estudiantes eminentes de Colegio Nacional Gheorghe Lazăr de Bucarest y de la Universidad Politécnica de Bucarest. Con un interés muy fuerte por la física teórica, se trasladó a París, donde se licenció en Ciencias por la Sorbona, recibiendo de la mano de Marie Curie su diploma de graduación. Posteriormente trabajó como investigador/físico en el Instituto Curie de París en 1925.
Obtuvo la ciudadanía francesa en 1931, e inició los trabajos de su doctorado en física teórica bajo la supervisión del premio Nobel Louis-Victor de Broglie. En 1933 defendió con éxito su tesis, titulada Sobre la teoría relativista del electrón de Dirac ante un comité examinador presidido por el premio Nobel Jean Perrin.
En 1939 fue invitado al Congreso Solvay, que no se llevó a cabo debido al estallido de la Segunda Guerra Mundial. Durante la guerra fue durante un breve tiempo ingeniero superior en Radio France. En 1943 realizó una breve estancia en Portugal, donde (en sustitución de Guido Beck) dirigió el seminario de Física Teórica, organizado por Ruy Luís Gomes en el Centro de Estudios Matemáticos de la Universidad de Oporto. De 1943 a 1945 permaneció en el Reino Unido, por invitación de la Royal Society y el Almirantazgo británico, para sumarse al esfuerzo bélico. Posteriormente regresó a París, donde dirigió un seminario sobre física de partículas elementales. Intentó conseguir una cátedra en la Sorbona o en el Collège de France, pero no lo consiguió. A partir de 1950 organizó un coloquio de física teórica para el CNRS con Pierre Auger, mientras que en 1951 fue el representante francés en la Unión Internacional de Física Pura y Aplicada.
En 1937 había sido elegido miembro correspondiente de la Academia de Ciencias de Rumanía, mientras que en 1990 fue elegido miembro honorario post mortem de la Academia Rumana.
Murió en París en 1955 después de una batalla de dos años contra un cáncer de laringe.

## Logros científicos
En 1929, Proca se convirtió en editor de la influyente revista de física Les Annales de l'Institut Henri Poincaré. Más adelante, en 1934, pasó un año entero con Erwin Schrödinger en Berlín, y visitó durante unos meses al premio Nobel Niels Bohr en Copenhague, donde también conoció a Werner Heisenberg y a Gueorgui Gámov.
Llegó a ser conocido como uno de los físicos teóricos rumanos más influyentes del siglo XX, habiendo desarrollado la teoría mesónica vectorial de las fuerzas nucleares en 1936, antes de los primeros informes de Hideki Yukawa, quien empleó como punto de partida las ecuaciones de Proca del campo mesónico vectorial. Posteriormente, Yukawa recibió el Premio Nobel por una explicación de las fuerzas nucleares mediante el uso de un campo pi-mesónico y por predecir correctamente la existencia del pion, inicialmente llamado mesotrón por Yukawa. Los piones, que son los mesones más ligeros, desempeñan un papel clave a la hora de explicar las propiedades de la interacción nuclear fuerte en su rango de energía más bajo. A diferencia de los bosones masivos de espín-1 en las ecuaciones de Proca, los piones predichos por Yukawa son bosones de espín-0 que tienen asociados solo campos escalares. Sin embargo, también existen mesones de espín-1, como los considerados en las ecuaciones de Proca. Los mesones vectoriales de espín-1 considerados por Proca en 1936-1941 tienen una paridad extraña. Están involucrados en interacciones electrodébiles y han sido observados en experimentos de alta energía solo después de 1960, mientras que los piones predichos por la teoría de Yukawa fueron observados experimentalmente por Carl Anderson en 1937 con masas bastante cercanas en valor a los 100 MeV predichos por la teoría de Yukawa del pion publicada en 1935. La última teoría consideraba solo el campo escalar masivo como la causa de las fuerzas nucleares, como las que se esperaría encontrar en el campo de un mesón pi.
En el rango de masas superiores, los mesones vectoriales también incluyen el cuark encantado y el cuark fondo en su estructura. El espectro de los mesones pesados está vinculado mediante procesos radiactivos a los mesones vectoriales, que por lo tanto desempeñan un papel importante en la espectroscopia de mesones. Los mesones vectoriales de cuarks ligeros aparecen casi en estados cuánticos puros.
Las ecuaciones de Proca son expresiones que describen el movimiento similares a las ecuaciones de Euler-Lagrange, y conducen a las condiciones de campo del calibre de Lorenz:
{\displaystyle \partial _{\mu }A^{\mu }=0\!}
En esencia, las ecuaciones de Proca son:
{\displaystyle \Box A^{\nu }-\partial ^{\nu }(\partial _{\mu }A^{\mu })+m^{2}A^{\nu }=j^{\nu }}, donde:
{\displaystyle \Box =\left({\frac {1}{c^{2}}}{\frac {\partial ^{2}}{\partial t^{2}}}\right)-\nabla ^{2}}.
Aquí {\displaystyle A^{\mu }} es el 4 potencial, el operador {\displaystyle \Box } delante de este potencial es el D'Alembertiano, {\displaystyle j^{\nu }} es la densidad de corriente y el operador nabla (∇) al cuadrado es el laplaciano, Δ. Como se trata de una ecuación relativista, se supone el convenio de suma de Einstein sobre índices repetidos. El {\displaystyle A^{\nu }} 4 potencial es la combinación del potencial escalar {\displaystyle \phi } y el potencial de 3 vectores 'A, deducido de las ecuaciones de Maxwell:
{\displaystyle A^{\nu }=\left({\frac {\phi }{c}},\mathbf {A} \right)}
{\displaystyle \mathbf {E} =-\mathbf {\nabla } \phi -{\frac {\partial \mathbf {A} }{\partial t}}}
{\displaystyle \mathbf {B} =\mathbf {\nabla } \times \mathbf {A} .}
Con notación simplificada toman la forma:
{\displaystyle \partial _{\mu }(\partial ^{\mu }A^{\nu }-\partial ^{\nu }A^{\mu })+\left({\frac {mc}{\hbar }}\right)^{2}A^{\nu }=0}.
Las ecuaciones de Proca describen así el campo de una partícula masiva de espín-1 de masa m con un campo asociado que se propaga a la velocidad de la luz c en el espacio-tiempo de Minkowski. Dicho campo se caracteriza por un vector real A que da como resultado una densidad lagrangiana  relativista L. Las expresiones pueden parecer formalmente similares a la ecuación de Klein-Gordon:
{\displaystyle {\frac {1}{c^{2}}}{\frac {\partial ^{2}}{\partial t^{2}}}\psi -\nabla ^{2}\psi +{\frac {m^{2}c^{2}}{\hbar ^{2}}}\psi =0},
pero esta última es una ecuación escalar, "no vectorial", que se ideó para "electrones" relativistas y, por lo tanto, se aplica solo a fermiones de espín 1/2. Además, las soluciones de la ecuación de Klein-Gordon son funciones de onda relativistas que pueden representarse como ondas planas cuánticas cuando la ecuación se escribe en unidades naturales:
{\displaystyle -\partial _{t}^{2}\psi +\nabla ^{2}\psi =m^{2}\psi }
Esta ecuación escalar solo es aplicable a fermiones relativistas que obedecen a la relación de energía-momento en la teoría de la relatividad especial de Albert Einstein. La intuición de Yukawa se basó en dicha ecuación escalar de Klein-Gordon, y el premio Nobel Wolfgang Pauli escribió en 1941: ``...Yukawa supuso que el mesón tenía espín 1 para explicar la dependencia del espín de la fuerza entre el protón y el neutrón. La teoría para este caso ha sido dada por Proca".